# Otite
 Mise en garde médicale
Les otites sont des inflammations de peau ou de muqueuse  de l'oreille. En fonction de la position et des caractéristiques de l'inflammation, l'otite porte un nom plus spécifique.

## Otites externes
Les otites externes sont des inflammations du  conduit auditif externe, délimité par le tragus en dehors et le tympan en dedans. Elles se manifestent par un œdème de la peau du conduit, une vive douleur à la mobilisation du pavillon auriculaire et parfois un suintement : l'otorrhée.

### Otite externe diffuse
Fréquente et bénigne chez l'adulte, elle consiste en une inflammation diffuse, d'origine bactérienne ou mycosique, du derme et de l'hypoderme du méat acoustique externe. Elle se traite par des soins locaux (hygiène, antibiotiques en gouttes auriculaires).

### Otite externe maligne ou nécrosante
Bien plus grave, l'otite externe maligne survient essentiellement en cas de déficit immunitaire, principalement chez le diabétique mal équilibré, âgé, après une petite plaie du conduit auditif (nettoyage agressif des oreilles, ablation d'un bouchon de cérumen). Il se développe une infection à Pseudomonas aeruginosa (ou bacille pyocyanique), initialement limitée aux tissus sous-cutanés et s'étendant rapidement au cartilage, à l'os, puis aux méninges et au cerveau. Le pronostic est médiocre (la mortalité peut atteindre 20 % des cas), le traitement repose sur une triple antibiothérapie intraveineuse et sur la correction du déséquilibre glycémique.

## Otites moyennes
Les otites moyennes (otitis media) sont des inflammations de la muqueuse respiratoire qui tapisse la cavité tympanique. Elles sont subdivisées en trois catégories : les otites moyennes aiguës, les otites moyennes chroniques et les otites adhésives.
On peut également préciser ces catégories, en ajoutant les otites chroniques suppurées et non suppurées.
Dans la plupart des cas, l'inflammation de la trompe d'Eustache constitue la première étape de l'otite moyenne.

### Otite moyenne aiguë
C'est une inflammation aiguë de la muqueuse de l'oreille moyenne, d'origine microbienne (bactérienne ou virale), fréquente chez les jeunes enfants. La guérison se fait de façon spontanée (85 % des cas), mais, parfois, un petit geste chirurgical, la paracentèse, ou l'utilisation d'antibiotiques peuvent être conseillés, la surinfection de ce type d'otite étant rapide.

### Otite moyenne chronique et otite séreuse
Il s'agit également d'une inflammation ou d'une infection de la muqueuse qui tapisse la cavité tympanique, mais elle est installée depuis plus de trois mois. Ce genre d'otite a tendance à se répéter régulièrement, donnant l'impression d'une continuité.
L'évolution de la pathologie vers une otite chronique passe nécessairement par une phase d'otite séro-muqueuse (OSM), aussi dite otite séreuse, qui correspond à une accumulation d'un liquide séro-muqueux dans la caisse du tympan en raison d'un défaut de ventilation des trompes d'Eustache. Elle se distingue de l'otite moyenne aiguë (dont elle peut être la conséquence) par la présence d'épanchements rétro-tympaniques de mucus (bien que ceux-ci puissent aussi être très discrets et passer inaperçus sans un examen au microscope) et par l'absence d'inflammation, d'otalgie et de signes généraux. L'otite séreuse s'accompagne souvent d'une importante perte d'audition, qui disparaît généralement à la rémission. Chez l'enfant, l'évolution naturelle de l'otite séreuse est le plus souvent favorable et la maladie guérit d'elle-même en quelques semaines ou mois, mais elle peut s'installer de façon chronique et dès lors nécessiter un traitement spécifique. Chez l'adulte, l'otite séro-muqueuse devient souvent chronique. L'ambroxol associé au glucocorticoïde semble un traitement prometteur.
Les personnes souffrant régulièrement d'otites séro-muqueuses peuvent les prévenir par une bonne hygiène (pas de reniflement et un mouchage efficace) et une rééducation tubaire.
L'otite chronique peut engendrer une surdité et un écoulement chronique de l'oreille.

#### Manifestations
Il existe différentes manifestations de l'otite moyenne chronique :
- l'otite muqueuse humide avec perforation tympanique ;
- l'otite sèche séquellaire ;
- la tympanosclérose ;
- l'otite atélectasique ;
- le cholestéatome.

##### Otite muqueuse humide avec perforation tympanique
Cette otite fait état d'une otorrhée passant à travers une perforation de la membrane du tympan, en plus des signes de l'inflammation de la muqueuse de l'oreille moyenne.

##### Otite sèche séquellaire
L'otite sèche séquellaire est le stade le plus favorable parmi les otites chroniques non cholestéatomateuses. La surdité est légère, sans otorrhée ni otalgie. Le tympan apparaît fragile, désépaissi, souvent perforé. Le traitement chirurgical de cette otite est la myringoplastie qui consiste en une greffe de tympan.

##### Tympanosclérose
La tympanosclérose est une calcification de la membrane du tympan ou des osselets.

##### Otite atélectasique
Le tympan subit une rétractation dans la cavité de l'oreille moyenne, moulant les osselets.

##### Cholestéatome
Le cholestéatome est la présence d'épithélium pavimenteux stratifié dans l'oreille moyenne. Cet épithélium desquame et se kératinise (structure histologique de la peau), et peut provoquer l'érosion voire la destruction des structures contenues dans et autour de l'oreille moyenne.
La forme la plus fréquente est le cholestéatome acquis par évolution terminale d'une otite chronique (poches de rétractions essentiellement).
Une perforation tympanique acquise post-traumatique ou post-otitique peut également entraîner un cholestéatome par migration de l'épiderme du conduit par la perforation surtout si elle est au contact du sulcus (perforation dite « marginale »).

#### Traitement
Le traitement d'une otite moyenne chronique est chirurgical. L'opération est précédée d'un examen radiologique par scanner médical. Elle a pour but de nettoyer les lésions de l'oreille moyenne (inflammation, infection, cholestéatome…), et éventuellement de restaurer le tympan ou de remplacer les osselets. L'intervention est effectuée sous anesthésie générale et laisse une cicatrice devant ou derrière l'oreille.
Le tympan est refermé par l'aponévrose du muscle temporal, un greffon veineux ou du cartilage du pavillon auriculaire. Le remplacement des osselets se fait par des prothèses en téflon ou en céramique, ou des fragments de cartilage prélevés sur le pavillon auriculaire.
Selon une méta-analyse publié en 2021, l'azithromycine est aussi efficace que l'amoxicilline en association de l'acide clavulanique.

## Otite interne
Complication exceptionnelle des otites moyennes, l'otite interne se caractérise par l'apparition chez un malade souffrant d'otite moyenne de vertiges, acouphènes, surdité... par extension de l'infection vers le labyrinthe.

## Prévention
Il existe plusieurs moyens de diminuer les risques d'otites :
- respecter les mesures d'hygiène et notamment celle des mains[4] ;
- allaiter les enfants au sein[5] ;
- éviter d'utiliser la sucette (suce) trop souvent[6] ;
- éviter l'exposition à la fumée de cigarette[7] ;
- éviter les pesticides durant la grossesse [8];
- échinacée pourpre[8];
- administrer aux enfants le vaccin contre l'influenza[9] et le vaccin conjugué contre le pneumocoque aux âges recommandés[10],[11].

## Autres
Avoir eu des otites enfant et avoir été exposé aux antibiotiques est corrélé au développement d'une inflammation chronique de l'intestin.

## Galerie

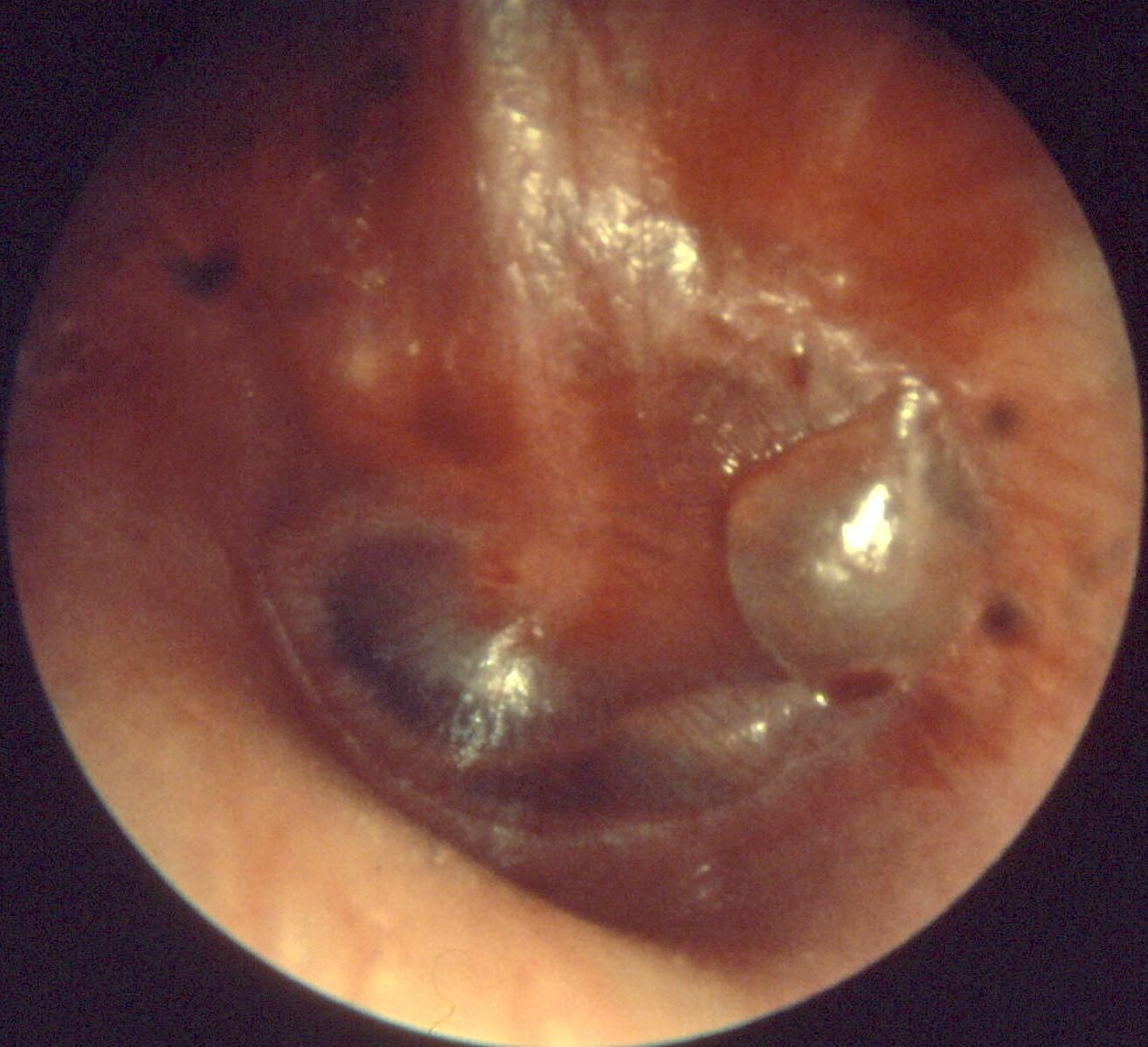
Otite phlycténulaire
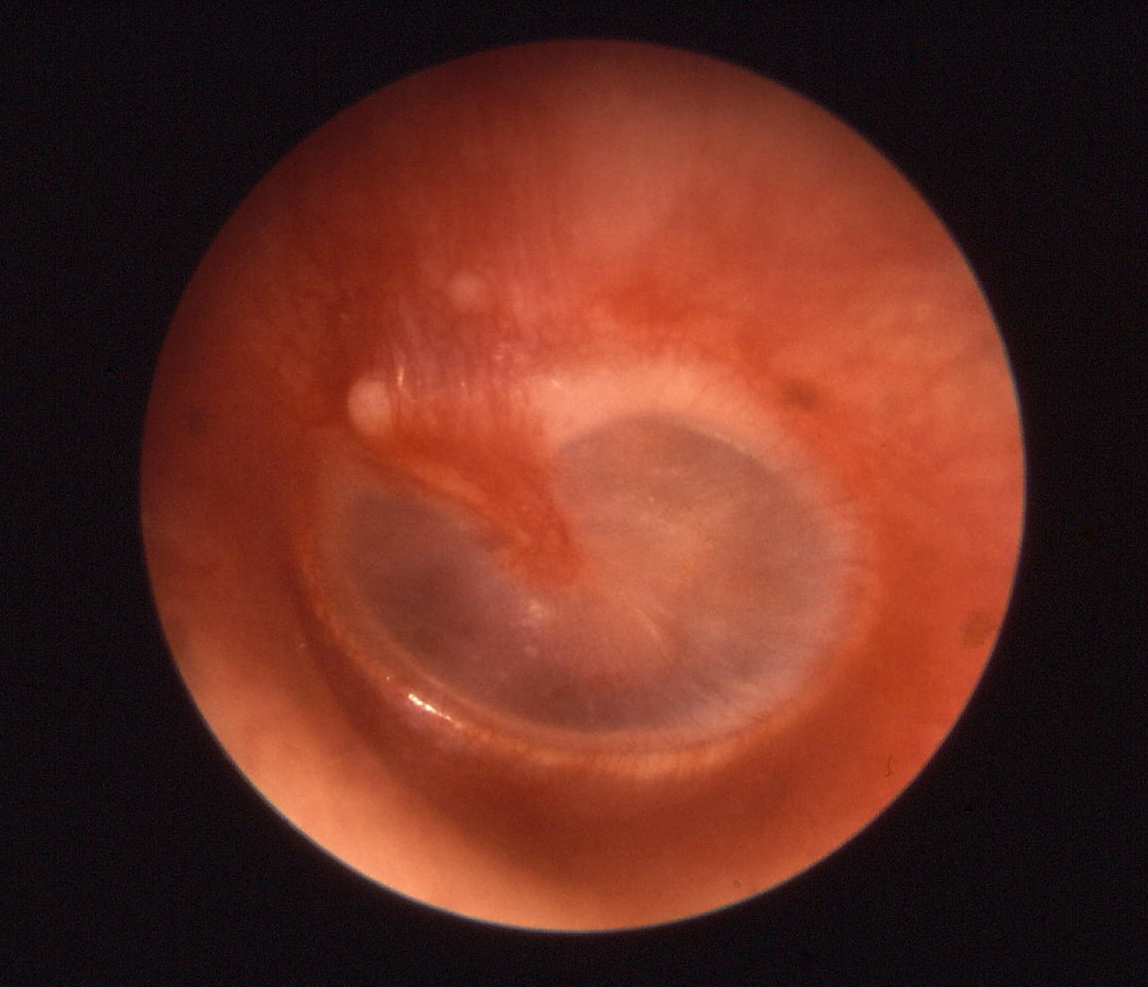
Otite moyenne inflammatoire sans collection liquidienne
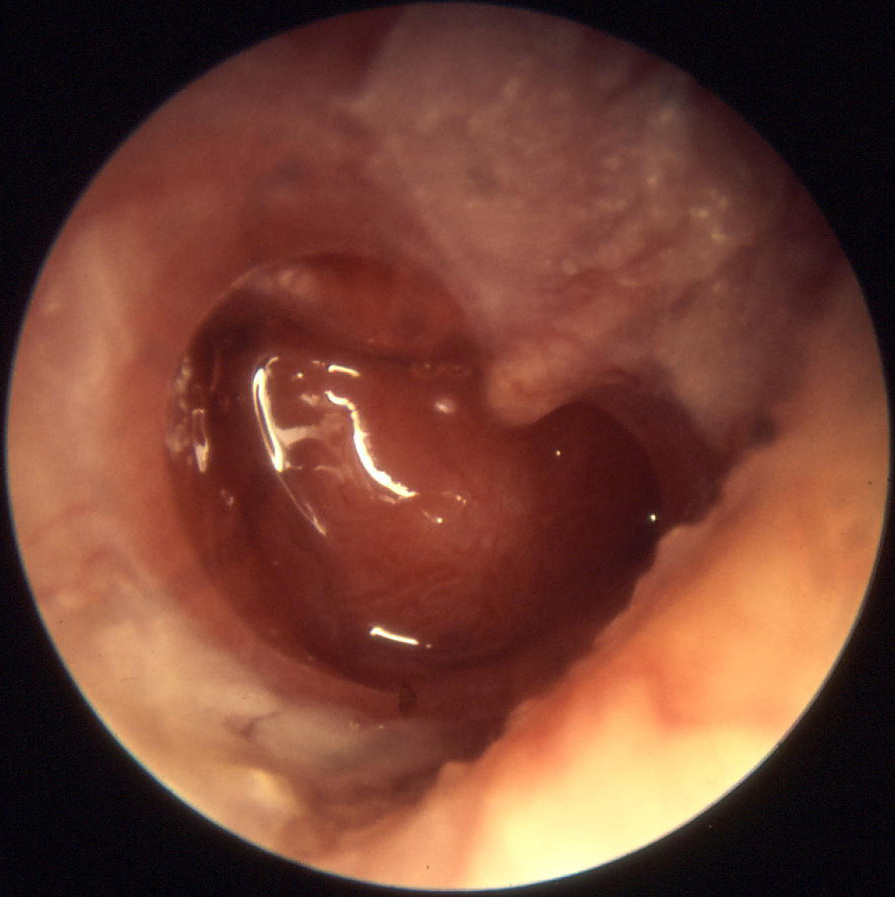
Otite chronique, inflammation de la caisse du tympan
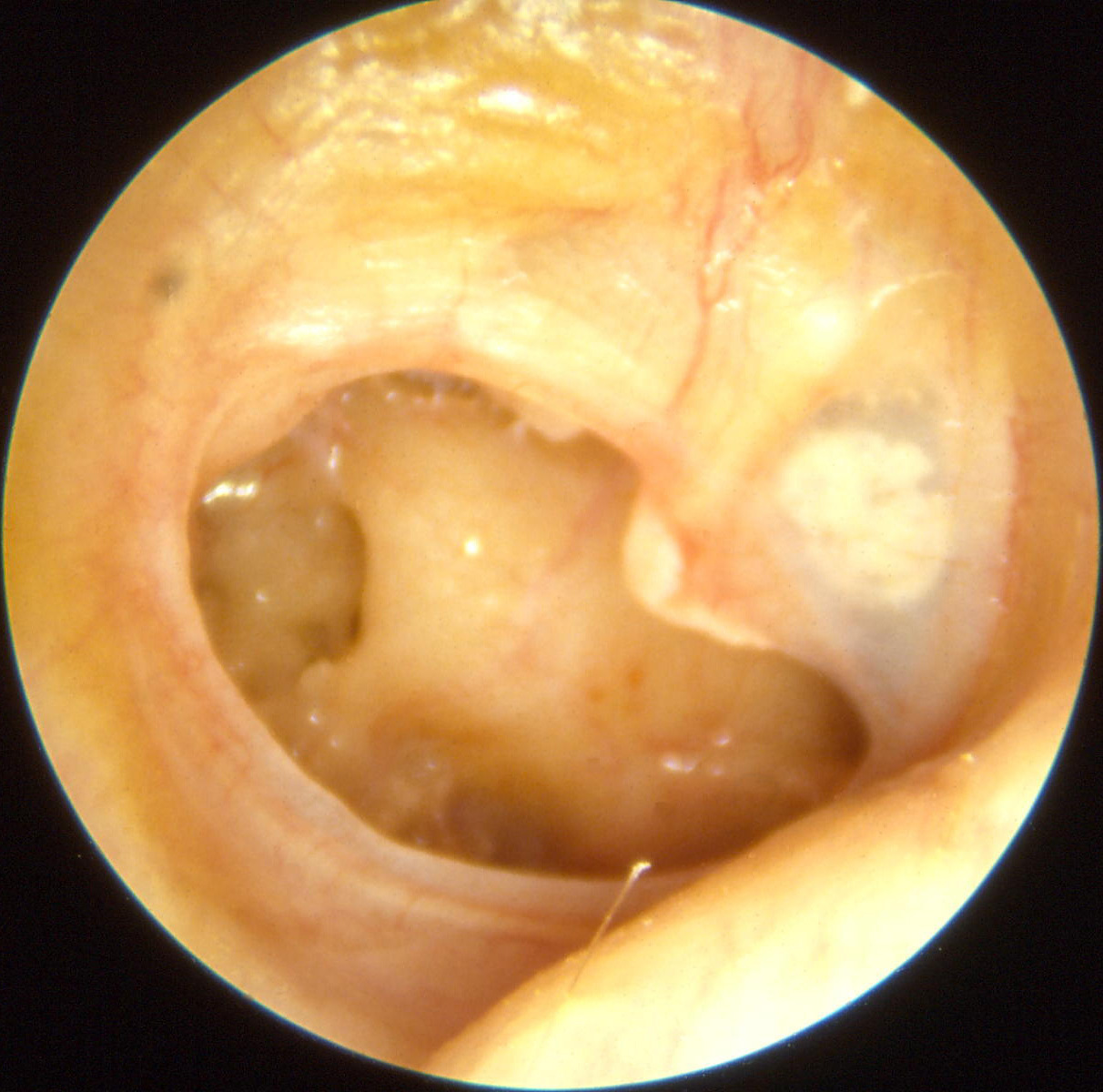
Otite chronique, large perforation du tympan, inflammation peu active